# Fotothyristor

Schaltsymbol eines Fotothyristors

Ein Fotothyristor (auch Optothyristor) ist ein lichtempfindliches elektronisches Halbleiter-Bauelement.

## Aufbau und Funktionsweise
In Aufbau und Funktionsweise gleicht der Fotothyristor im Wesentlichen einem normalen Thyristor. Er besteht aus vier Halbleiterzonen mit abwechselnder Dotierung, beispielsweise npnp, und den Anschlüssen Anode und Kathode. Im Unterschied zu normalen Thyristoren besitzt der Fotothyristor anstelle einer Gate-Elektrode ein Gehäusefenster mit optischem Anschluss oder eine eingebaute Leuchtdiode.
Dementsprechend wird der Fotothyristor nicht wie üblich durch einen Gate-Strom, sondern durch einfallendes Licht auf einen der mittleren p-n-Übergänge gezündet. Im Blockierbereich ist der mittlere p-n-Übergang in Sperrrichtung gepolt. Auf diesen wirkt die einfallende Lichtenergie und generiert Ladungsträger (Elektron-Loch-Paare). Wird eine bestimmte Beleuchtungsstärke überschritten, zündet der Fotothyristor, das heißt, es werden ausreichend Ladungsträger generiert, die die Raumladungszone überschwemmen und den p-n-Übergang leitend machen. Die „Zündungsbeleuchtungsstärke“ (einige Milliwatt) wird unter anderem durch eine Vorspannung am Gate beeinflusst. Nach dem Zünden verhält sich der Fotothyristor wie ein normaler Thyristor. Er schaltet ab, sobald der Strom unter den Haltestrom absinkt.

## Anwendung
Der besondere Vorteil von Fotothyristoren ist, dass die Zündung ohne galvanische Verbindung zum Lastkreis erfolgt. Das erlaubt den Aufbau von netzgetrennten Steuerkreisen ohne Transformator. Mit LWL-Kabeln können beliebig hohe Spannungsdifferenzen überwunden werden. Aus diesem Grund werden in Hochspannungs-Gleichstrom-Übertragungen (HGÜ) Fotothyristoren eingesetzt. 
Fotothyristoren erlauben den Aufbau von Optokopplern ohne nachfolgenden Schaltverstärker. Der Thyristorlaststrom kann unmittelbar auch größere Relais oder netzgespeiste Lasten schalten. Meist sind diese Optokoppler mit Triacs ausgeführt und können daher direkt die Netzwechselspannung schalten.